# Костёнковские стоянки

Реконструкция жилища

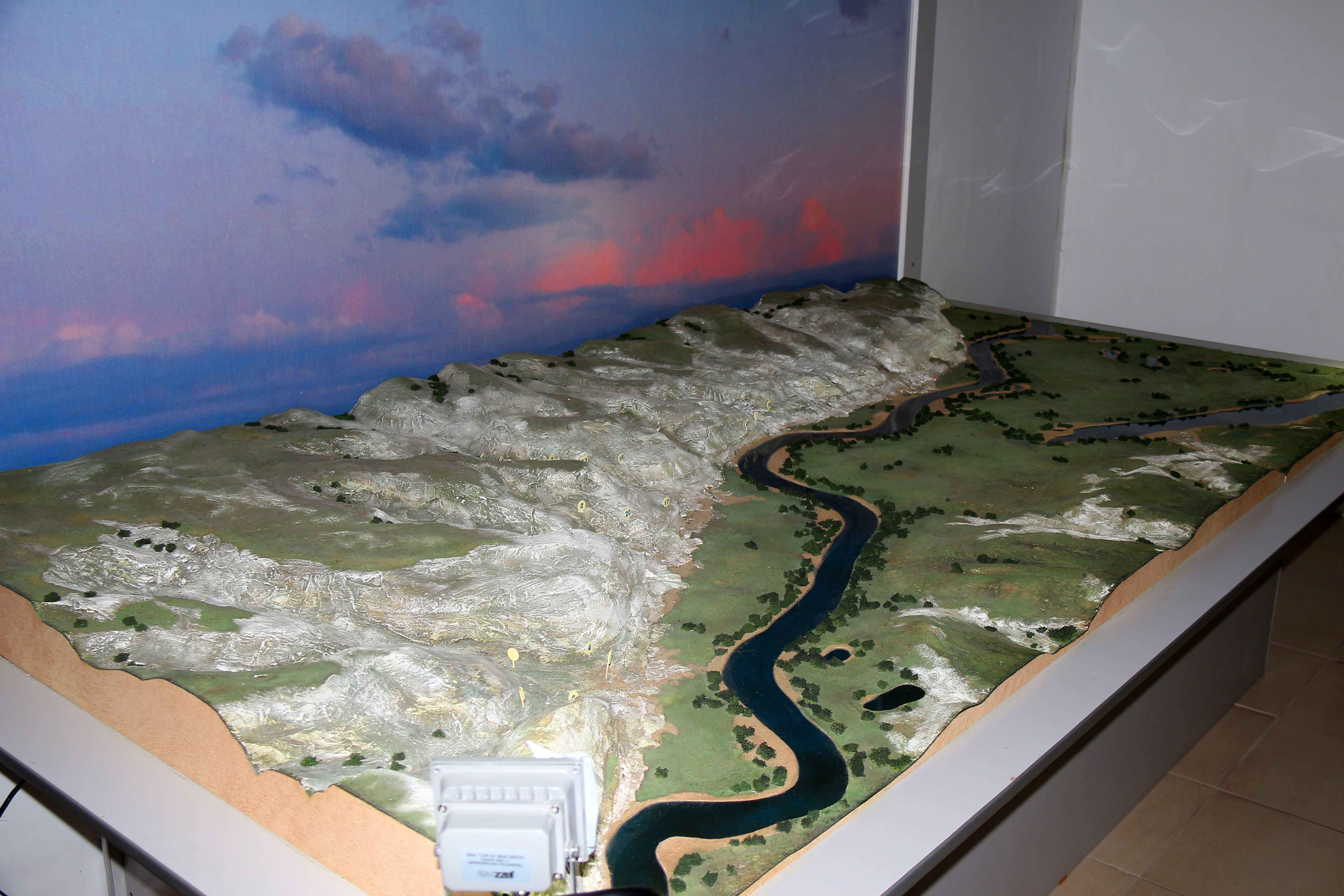
Схема расположения находок

Костёнковско-борщёвский комплекс стоянок каменного века — палеолитические стоянки древнего человека, обнаруженные в районе сёл Костёнки и Борщёво в Хохольском районе Воронежской области. Памятники ориньякской и более поздней граветтской культур сосредоточены здесь на очень небольшой территории: более 60 стоянок древнего каменного века — стоянки Костёнки-I—XXI, Борщёво-I—V (в том числе 10 многослойных) занимают площадь 30 км². Для их изучения и сохранения в 1991 году филиал «Костёнки» Воронежского краеведческого музея был преобразован в Государственный археологический музей-заповедник «Костёнки».

## История раскопок
О нахождении древностей в районе Костёнок упоминает С. Г. Гмелин в «Путешествии по России» (1768), хотя останки мамонтов находили здесь и ранее, на что указывает само название населённого пункта. Сопровождавший в 1703 году Петра I на юг России голландец де Бруин, к примеру, пишет:

«В местности, в которой мы были, к великому удивлению нашему, нашли мы много слоновых зубов, из которых я сохранил один у себя, ради любопытства, но не могу понять, каким образом зубы эти могли попасть сюда. Правда, государь рассказывал нам, что Александр Великий, проходя этой рекой, как уверяют некоторые историки, доходил до небольшого городка Костенка, находящегося верстах в восьми отсюда, и что очень могло быть, что в то самое время пало тут несколько слонов, остатки которых и находятся здесь ещё и поныне».
Стоянка «Костёнки-1» была обнаружена в 1879 году русским археологом Иваном Поляковым. Целью раскопок в 1881 и 1915 годах (в значительной степени бессистемных) был поиск каменных орудий труда. Планомерное исследование костёнковских памятников начато в 1920-е годы.
Наиболее значимыми работами в Костёнках руководил П. П. Ефименко. В 1930-е годы этим учёным было вскрыто законсервированное ныне жилище из костей мамонта (размеры 36×15 метров, возраст около 20 тыс. лет). На территории жилища имеется 12 ям, которые использовались как костехранилища. Другие жилища костенковцев вытянуты в длину; по продольной оси расположен ряд очагов.
Ко второй половине XX века стало ясно, что Костёнки не представляют собой одного поселения, поэтому в научной литературе нередко можно встретить числительное после названия стоянки, самые известные из которых «Костёнки-12» и «Костёнки-14» (Маркина гора).
«Костёнки-1» (стоянка Полякова) имеют много общего с верхним слоем Авдеевской стоянки в Курской области. Костёнки 1/1, Костёнки 4/II (Александровская стоянка), Костёнки 8/2, Костёнки 21/3 относят вместе со стоянками Пушкари 1, Буран-Кая, Хотылёво 2, Гагарино, Зарайск, Виллендорф, Дольни-Вестонице, Пршедмости, Павлов, Авдеево, Петржковице и Бердыж к восточной граветтской культуре. Костёнки 2, Костёнки 3, Костёнки 11-Iа и Костёнки 19 объединяют в замятнинскую культуру. Костёнки 1 слой 2, Костёнки 1 слой 3, Костёнки 6 (Стрелецкая), Костёнки 11 (Аносовка 2), Костёнки 12 слой 3 относятся к стоянкам селетоидного круга. По памятнику Костёнки VIII (2-й слой) (Тельманская стоянка) названа тельманская культура.
В верхнем слое верхнепалеолитической стоянки Костёнки 1 (комплекс № 2),  характеризующемся индустрией граветтской культуры (22—24 тыс. л. н.), Н. Д. Прасловым было найдено шестое левое ребро мамонта с застрявшей в нём острийной частью кремнёвого наконечника. На стоянке Костёнки 14 в слое, залегающем ниже «горизонта в вулканическом пепле»,  связанного с извержением Флегрейских полей в районе Неаполитанского залива около 40 тыс. лет до н. э., найден фрагмент второго левого ребра мамонта с засевшим в нём наконечником, сделанным из бивня мамонта.
Костёнковская археологическая экспедиция ведёт работы на стоянках: Костёнки 14 (Маркина гора), Костёнки 6 (Стрелецкая), Костёнки 15 (Городцовская), Костёнки 16 (Углянка), Костёнки 17 (Спицынская), Костёнки 21 (Гмелинская). На стоянке Костёнки 17 найдены сверлёные подвески, изготовленные из клыков песца, каменных галек и белемнитов с использованием технологии биконического сверления (подвески сверлили с двух сторон). Специфические технико-типологические характеристики кремнёвого инвентаря Костёнок 17 культурного слоя II послужили основанием для выделения спицынской археологической культуры. Между спицынской индустрией и протоориньяком прослеживаются аналогии в типично пластинчатом производстве с одноплощадочных нуклеусов, высокой роли микропластинчатого компонента и присутствии ретушированных пластин дюфур прямого профиля. Самобытность спицынской культуры подчёркивается получением микропластин с ретушных нуклевидных резцов. Также на спицынской стоянке найдено пять просверленных подвесок из ростра белемнитов.
Ранний граветт представлен тельманским комплексом стоянки Костëнки 8 (II) (~27-25 тыс. л. н.), средний граветт — александровским комплексом (павловьеном) стоянок Костёнки 4, Борщëво 5 и Костёнки 9 (~25-24 тыс. л. н.), поздний граветт — костëнковско-авдеевским комплексом (восточным граветтом) стоянок Костёнки 1 (I), 14 (I), 13—18 (~23-22 тыс. л. н.), финальный граветт — гмелинским комплексом стоянки Костëнок 21 (III), датируемым возрастом ~22-21 тыс. л. н. На стоянке Костёнки 21 (III) представлены материалы аносовского комплекса с геометрическими микролитами (~21 тыс. л. н.) типа Костëнок 11 (II), которые можно назвать «ранним эпиграветтом». Эпиориньяк замятнинского комплекса типа Костëнок 11 (I) и Костëнок 2 датируется началом максимума последнего оледенения (~20 тыс. л. н.). Развитый эпиграветт типа Борщëво 1 (~15 тыс. л. н.) и финальный эпиграветт типа Борщëво 2 (~13 тыс. л. н.) отделены от предыдущих слоëв временным интервалом и не имеют с ними культурной преемственности.
| 28 июня 1879 года | И. С. Поляков                                                                            |
| 1881 год          | А. И. Кельсиев                                                                           |
| 1904 год          | Н. И. Криштафович                                                                        |
| 1905 год          | А. А. Спицын                                                                             |
| 1915 год          | С. А. Круковский                                                                         |
| 1922 год          | С. Н. Замятнин                                                                           |
| 1923-1938 год     | П. П. Ефименко                                                                           |
| 1948-1960-е годы  | А. Н. Рогачёв, П. И. Борисковский                                                        |
| 1970-е годы       | А. Н. Рогачёв, Н. Д. Праслов                                                             |
| 1980-е годы       | Н. Д. Праслов                                                                            |
| 1998-2012         | М. В. Аникович, С. А. Синицын, В. В. Попов, С. Н. Лисицын, А. Ю. Пустовалов, А. Е. Дудин |

## Материальная культура

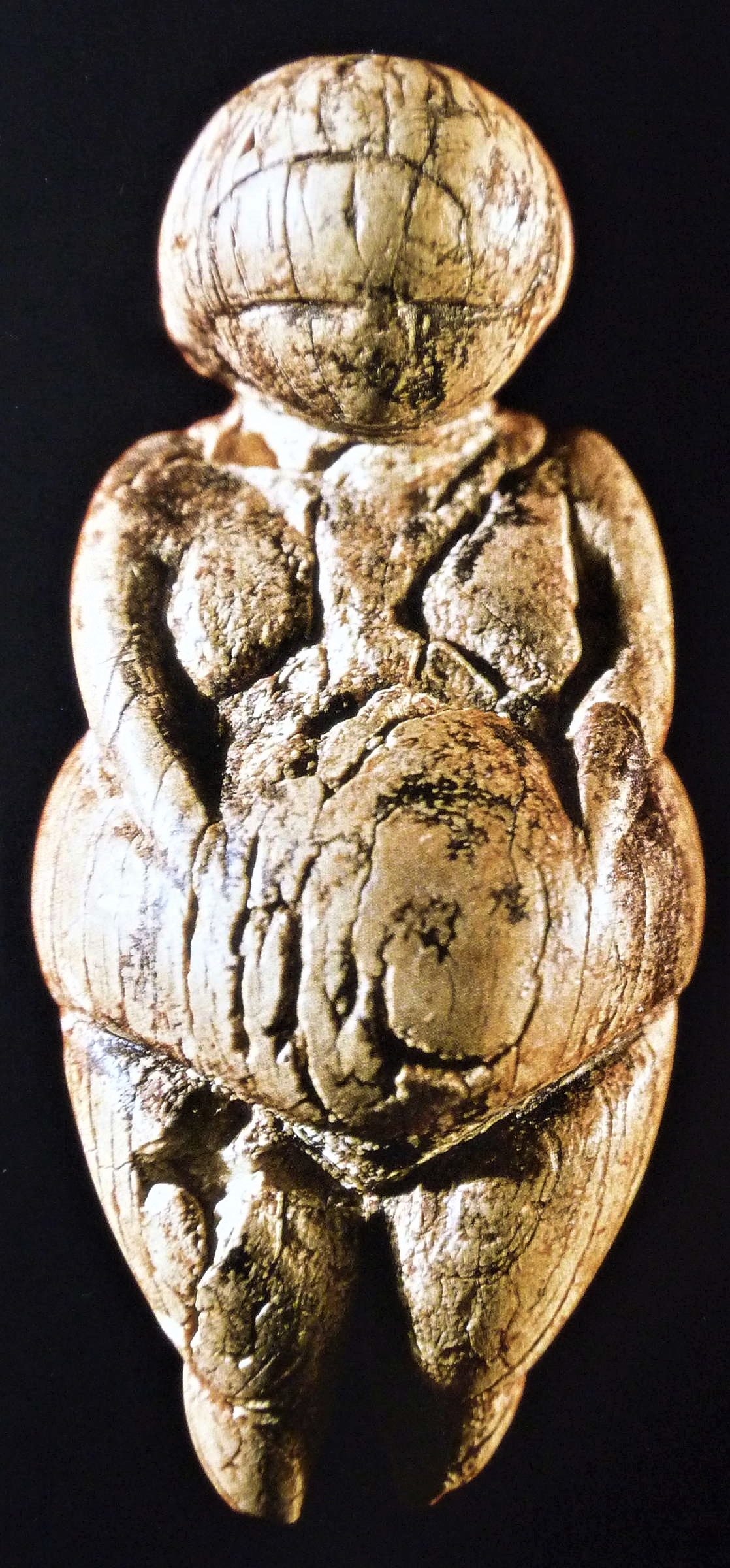
Палеолитическая венера со стоянки Костёнки-1

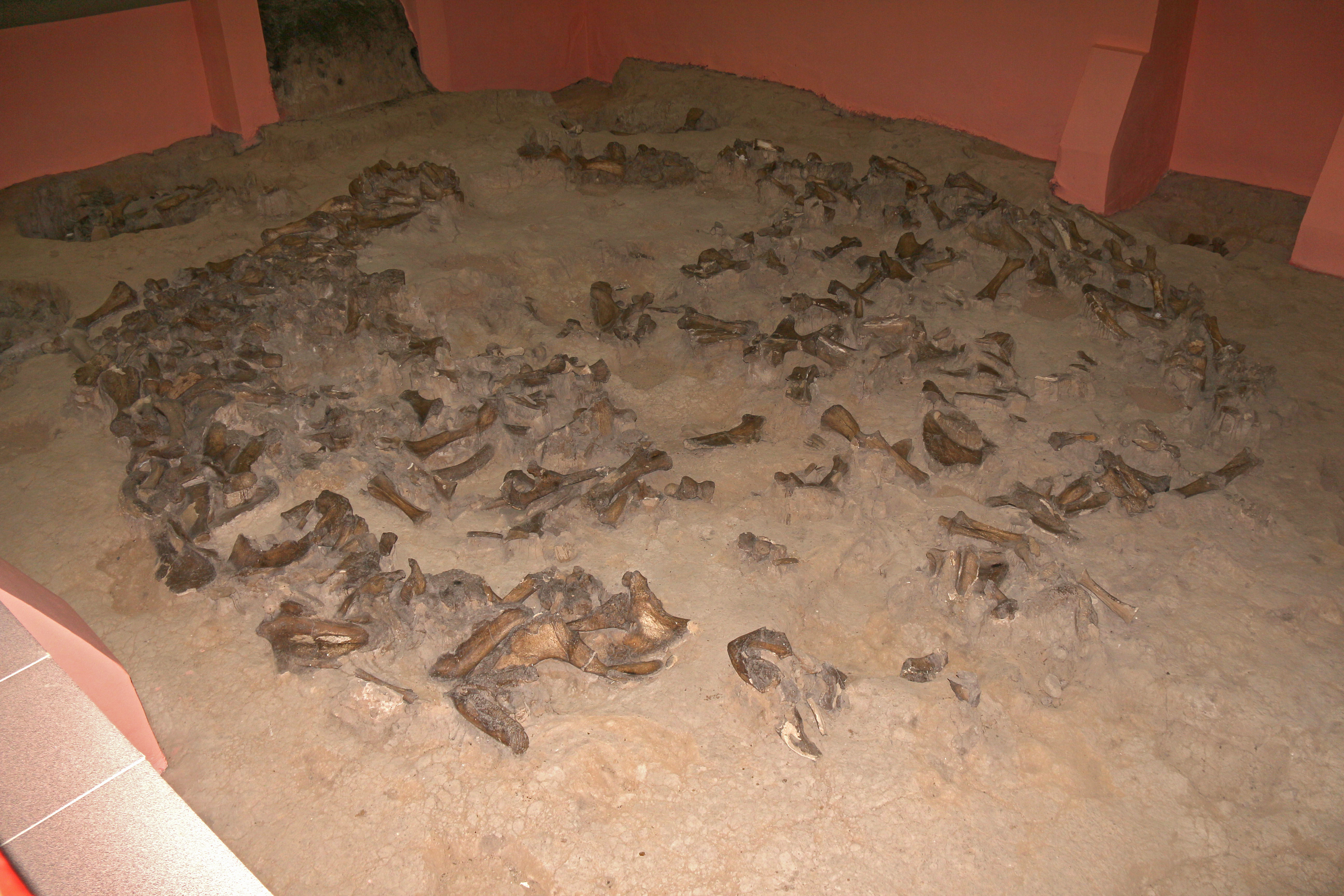
Основание жилища

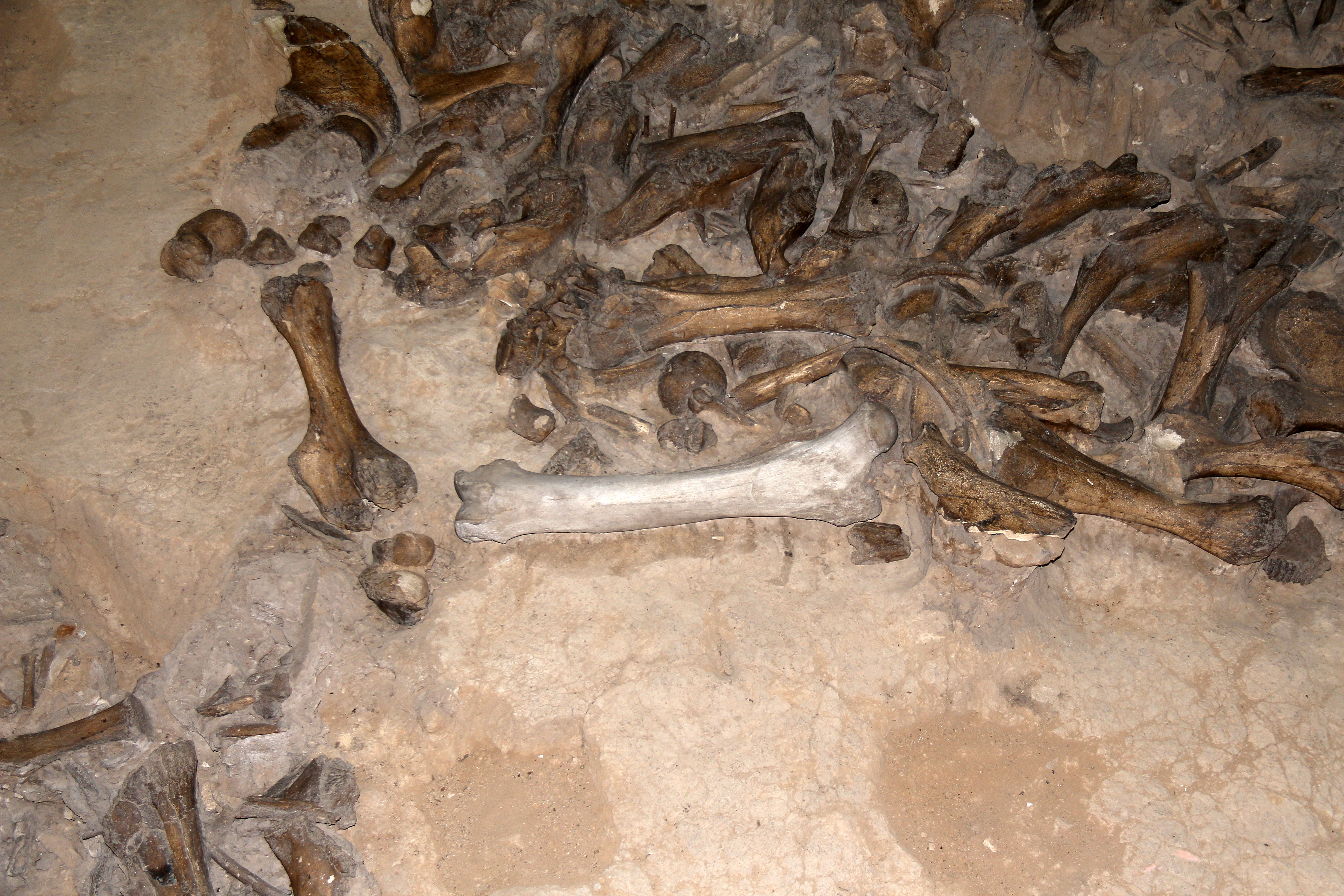
Кости мамонта в основании жилища

На первой исследованной стоянке (Костёнки-1) обнаружено десять «костёнковских венер»: каменные или костяные фигурки обнажённых женщин с увеличенными объёмами живота, груди, бёдер. Уникальными являются и такие находки, как, например, кусочки красящих веществ, позволяющие предположить, что костёнковцы использовали древесный уголь и мергелистые породы для получения черной и белой красок, а найденные в природе железистые конкреции после обработки их в костре давали темно-красные и охристые тона красителей. Там же нашли обожженную глину — возможно, её применяли для обмазки выпечных ям. На стоянке Костёнки-1 найден так называемый «жезл начальника», а также иглы из осколков трубчатых костей и из бивня мамонта, лощила из продольно расчленённых ребёр крупных животных, лопаточки с фигурными рукоятками.
Стоянки состояли из шалашей, основами которых служили кости мамонта. Встречаются два типа жилищ. Сооружения первого типа — большие, вытянутые, с очагами, расположенными по продольной оси, как вскрытое в 1930-х годах  Петром Ефименко наземное жилище размером 36 метров в длину и 15 метров в ширину, с четырьмя землянками, 12 ямами-кладовыми, различными западинами и ямками, которые использовались как хранилища. Жилища второго типа были круглыми, с очагом, расположенным в центре. Для строительства использовались земляные насыпи, кости мамонта, дерево и шкуры животных.

Найденные целые скелеты волка и песца свидетельствуют о том, что древние охотники снимали шкуры и меха животных для изготовления одежды. Это подтверждают и костяные орудия для обработки шкур и выделки размягченной кожи: лощила, струги, шилья и разного рода острия, предметы для разглаживания швов одежды. В качестве ниток использовались сухожилия животных.— Светлана Демещенко, Государственный Эрмитаж
Кроме мамонтов, волков и песцов в Костёнках были найдены кости зайцев, сусликов, сурков, бобров, слепышей, хомяков, степной и жёлтой пеструшки, водяной крысы, слепушонка, полёвки обыкновенной, полёвки-экономки, большого тушканчика, псовых, корсака, лис, медведей, росомах, пещерных львов, лошадей, плейстоценового осла, шерстистого носорога, кабана, благородного, северного и гигантского оленей, лося, косули, бизона, быка, сайги, птиц, рыб и моллюсков.
Найдены также остатки бытовых объектов, орудия труда, типичные для позднего палеолита украшения: налобные обручи, браслеты, фигурные подвески, миниатюрные (до 1 сантиметра) нашивки для головных уборов и одежды, фрагменты мелкой пластики, морские ракушки с берегов Черного моря.

## Человеческие останки

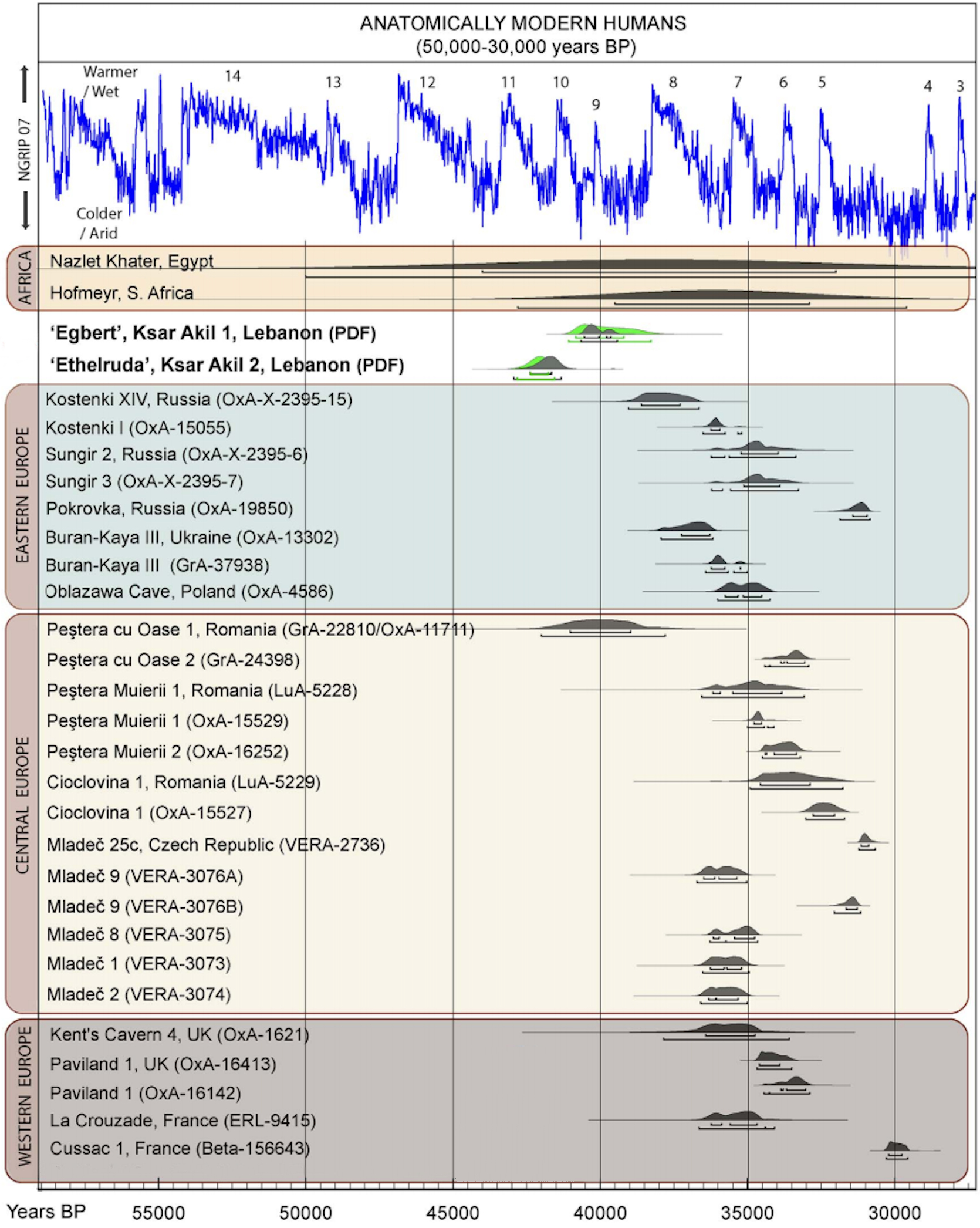
Анатомически современные люди в Европе и Африке, датированными напрямую, с калиброванными углеродными датами по состоянию на 2013 год

В 1950-е годы в течение трёх полевых сезонов в Костёнках открыли четыре верхнепалеолитических погребения. В 1983 году была сделана ещё одна находка. Таким образом, о населении Среднего Дона учёные судят по находкам из пяти погребений: молодого мужчины из Костёнок-14, пожилого мужчины из Костёнок-2 (стоянка Замятнина), двух детей из Костёнок-15 (Городцовская стоянка) и Костёнок-18, новорожденного мальчика со стоянки Костёнки-12 (Волковская). Погребения Костёнки-2 и Костёнки-15 относятся к костёнковско-городцовской культуре, погребение Костёнки-18 (21 020 ± 180 л. н.) принадлежит костёнковско-авдеевской культуре. Погребение Костёнки-14 с Маркиной горы относится к неизвестной культурной традиции. В Костенках-2 труп был в сидячем положении и для него выстроили целый дом.
Останки человека со стоянки Костёнки-14 (37 тыс. л. н.) были реконструированы М. М. Герасимовым, собственноручно участвовавшим в раскопках. По антропологическим показателям он напоминает современных папуасов. Его отличал невысокий рост (160 см), узкое лицо, широкий нос, прогнатизм. Однако позднее население стоянки имеет уже кроманьоидный облик.
Скелет из Маркиной Горы (Костёнки 14), датированный возрастом 37 тыс. лет, был исследован на митохондриальную и Y-хромосомную ДНК. У него обнаружилась митохондриальная гаплогруппа U2 (сейчас эта гаплогруппа распространена в основном в Северной Индии и Прикамье) и Y-хромосомная гаплогруппа C1b-F1370 (субклад C1b1-K281>Z33130>Z33130*). У образца Костёнки 12, датированного возрастом 32 тыс. лет, определена ветвь C1-F3393>F3393* Y-хромосомной гаплогруппы C и митохондриальная гаплогруппа U2.
В. П. Якимов обнаруживал сходство метрических данных и контуров мозгового отдела черепа Костёнки-15 с черепом Пршедмости II из Моравии. Для черепа Костёнки-2 Г. Ф. Дебец отмечал дисгармоническое сочетание длинного черепа и широкого лица. Длинные кости до сих были практически не изучены, так как не извлечены из монолита. Архаическими особенностями обладает плохо сохранившийся детский череп Костёнки-18. Посткраниальный скелет (части скелета, кроме черепа) новорожденного мальчика из погребения на стоянке Костёнки-12, открытого М. В. Аниковичем в 1983 году отличался от скелетов современных новорожденных значительно более высоким значением локте-плечевого указателя.
Г. Ф. Дебец считал, что черепа из Костёнок относятся к трём расам — собственно кроманьонской (Костёнки-2 и Костёнки-18), брно-пршедмостской (Костёнки-15) и гримальдийской (Костёнки-14) и что эти находки отражают участие в формировании верхнепалеолитического населения Русской равнины древних форм современных рас. В. В. Бунак считал череп Костёнки-14 и черепа «негроидов» Гримальди резко уклоняющимися формами.
Маленький объём мозговой капсулы черепа из Костёнок-14 говорит об инородности данной находки среди других верхнепалеолитических неоантропов. Особенности телосложения человека из Костёнок-14 прямо противоположны и особенностям человека из Сунгиря, отличающегося брахиморфией, большим ростом, большим условным показателем объёма и высоким отношением массы тела к его поверхности. Возможно, находка человека на Маркиной горе представляет собой свидетельство раннего проникновения на Русскую равнину представителя популяции, не приспособленной к жизни даже в тёплых условиях межледниковья.
Значение изотопа углерода δ13C у Костёнки-8 = –18,3 ‰, изотопа азота δ15N = +10,9 ‰, значение изотопа углерода δ13C у Костёнки-1 = –18,3 ‰, изотопа азота δ15N = +15,3 ‰, значение изотопа углерода δ13C у Костёнки-18 = –19,1 ‰, изотопа азота δ15N = +13,1 ‰, значение изотопа углерода δ13C у Костёнки-14 = –19,4 ‰, изотопа азота δ15N = +13,5 ‰. Для образца Костёнки-1 высокое значение δ15N объясняется тем, что этот индивид, вероятно, получал 50 % протеина от водных организмов.
На Тельманской стоянке (Костёнки 8) выявлен, возможно, самый ранний случай символической трепанации черепа.
На стоянке Костёнки 17 (Спицынская) в слое II нашли зубы сапиенсов возрастом 42—41 тыс. лет назад.
На стоянке костёнковско-авдеевской культуры Костёнки 1(I) нашли три детских моляра Homo sapiens возрастом ок. 26,5—27,8 тыс. лет.

## Новая датировка
Предположительный возраст ископаемых останков относится к периоду, когда в этих краях господствовала приледниковая тундра. До последнего времени считалось, что нижние слои датируются 32 тыс. лет до нашего времени. Палеомагнитное и радиоуглеродное исследование найденного в этих слоях вулканического пепла позволяет предположить, что он был занесён после катастрофического извержения на Флегрейских полях 39 600 лет назад. Таким образом, возраст древнейшего слоя стоянки может составлять 40—42 тыс. лет. Приблизительное время появления в Европе современного человека (кроманьонца) — 45 тыс. лет назад. 

Согласно данным палеомагнитного анализа на Костёнках-12 в отложениях, залегающих непосредственно под пеплом, фиксируется палеомагнитный экскурс Лашамп—Каргаполово, возраст которого колеблется в пределах 38—45 тысяч лет назад. На стоянке Костёнки-12 для верхней части подстилающей культурный слой V толщи серо-палевого суглинка имеется дата 52—50 тыс. лет назад.
Археологический памятник Костёнки-12 содержит древнейшие известные культурные слои региона (слой Ve палеолита, слой IVe верхнего палеолита, слой IIIe костёнковско-стрелецкой культуры ранней фазы), датируемые ранней частью морской изотопной стадии MIS 3 или, в хронометрическом выражении, 54—42 тыс. лет назад.  Новые данные из Костёнки-12 показывают, что восточноевропейский верхний палеолит начался ~45 тыс. лет назад. Стратиграфия имеет сходство со стратиграфией Борщёво-5. Самый нижний палеолитический слой V и палеопочва D, характеризующиеся доминированием вяза, коррелируют со второй половиной оптимума интерстадиала Глинде (Glinde), пришедшегося на 51—48 тыс. л. н., что соответствует осцилляции Дансгора — Эшгера (DO) 14. Наиболее ранние верхнепалеолитические слои IV и палеопочва B, характеризующиеся сосуществованием вязовых лесов и болот, начали формироваться во второй половине оптимума интерстадиала Моершуфд (Moershoofd), пришедшегося на 46—44 тыс. л. н., коррелируя с DO 12. Палеопочва А и слой III (костёнковско-стрелецкая культура) начали формироваться после резкого спада интерстадиала Моершуфд ~43,5 тыс. л. н., в нестабильных условиях (степь с преобладанием лошадей и поздняя еловая лесотундра с преобладанием оленей). Даты инфракрасной стимулируемой люминесценции (IRSL)/оптически стимулируемой люминесценции (OSL) для осадочных отложений непосредственно под слоем V образца UIC-917 (50,52±4,38, 51,33±4,95 и 52,44±3,85 тыс. л. н.) совпадают с возрастом интерстадиала Глинде-палеопочвы D и осадочных отложений непосредственно под ней, тогда как возраст образца UIC-945 (44,15±0,78, 44,65±3,8, 45,2±3,26 тыс. л. н.) соответствует интерстадиалу Моершуфд.

## Значение
Доктор исторических наук Михаил Аникович, исследователь Костёнок-12, указывает на всемирное значение этого уникального археологического памятника:
здесь, на участке донского берега, протяженностью около десяти километров, сосредоточено свыше шестидесяти стоянок древнего каменного века — верхнего палеолита. Этот уголок земли уникален: он как бы в миниатюре отражает картину развития всей Европы в период, примерно, от 45 до 15 тысяч лет назад. <…> Костёнковская округа — этот маленький «пятачок» площадью около тридцати квадратных километров — представляет собой один огромный памятник ВСЕМИРНОГО значения.
М. Аникович на основании результатов своей экспедиции утверждает, что бытовавшая долгое время концепция эволюции неандертальца в кроманьонца несостоятельна:
Мы обнаружили, что нигде в Европе не прослеживается эволюция от среднего палеолита (периода неандертальского человека) к верхнему (периоду кроманьонцев). Верхний палеолит был занесен в Европу извне. Наши раскопки подтвердили, что верхний палеолит не мог прийти на средний Дон с юга или юго-запада. И с Кавказа тоже не мог.

Средний Дон Аникович считает местом аккультурации и ассимиляции представителей мустьерской и верхнепалеолитической культур, объясняя плодотворность этого контакта тем, что ни те, ни другие не были тут автохтонами: 
неандертальцы, принесшие на Средний Дон свои традиции и преобразовавшие их здесь под влиянием homo sapiens, пришли из Крыма. Видимо, какая-то часть их, по неизвестной причине, оказалась вытеснена с исторической родины и мигрировала на север. На Среднем Дону произошла «встреча» этих потоков переселенцев. Именно тут, на земле, одинаково чужой для тех и других, между ними возник некий симбиоз. Но вот откуда взялись люди, принесшие в Европу древнейшую высокоразвитую культуру верхнего палеолита — на этот вопрос трудно ответить достоверно.
По обнаруженным в Костёнках останкам антрополог Михаил Герасимов создал скульптурный портрет человека эпохи палеолита, ставший каноническим и обошедший все учебники и энциклопедии мира.

## Представленные археологические культуры
- Виллендорф-костёнковская культура
- Костёнковско-авдеевская культура
- Костёнковско-стрелецкая культура

## Музей
Музейным достоянием костёнковские находки начали становиться ещё при Петре Великом, распорядившемся в 1717 году "в Костенску и в других городах и уездах губернии приискивать великих костей как человеческих, так и слоновых и всяких других необыкновенных". Эти находки помещались в Кунсткамеру Санкт-Петербурга.
Многие найденные здесь ценные артефакты поступали в другие музеи, в том числе в  Государственный Эрмитаж (например, Костёнковские венеры).
В 1979 году было достроено современное здание археологического музея-заповедника «Костёнки». По словам его директора  Виктора Попова, "Музей археологии – по сути саркофаг, полностью накрывающий древнюю стоянку, – построенный ещё при советской власти, был и остаётся единственным в мире. Просто ни в одном другом месте жилище homo sapiens не сохранилось в таком первозданном виде, как в Костёнках".

## Примечание
1. ↑  Переселения палеолитических охотников. Дата обращения: 17 декабря 2008. Архивировано 28 апреля 2010 года.
2. 1 2  "Знание-Сила" сайт журнала. www.znanie-sila.su. Дата обращения: 23 декабря 2017. Архивировано 23 декабря 2017 года.
3. ↑  Традиции, взаимосвязи и дифференциация граветтийской культурной общности накануне последнего ледникового максимума. Дата обращения: 6 декабря 2015. Архивировано 5 января 2017 года.
4. ↑  Объекты культурного наследия // Археологический комплекс палеолитических стоянок Костёнковско-Борщёвский (25 объектов) (недоступная ссылка)
5. 1 2 3 4 5 6  Венера из Костенок: загадки палеолита. Дата обращения: 18 февраля 2013. Архивировано 27 февраля 2013 года.
6. ↑  К. ДЕ БРУИН. ПУТЕШЕСТВИЯ В МОСКОВИЮ. DrevLit.Ru - библиотека древних рукописей. Дата обращения: 8 июля 2017. Архивировано 18 июня 2017 года.
7. ↑  Гиря Е. Ю. Палеолитическая стоянка Костёнки 1 (верхний слой) как опорный памятник и источниковая база развития экспериментально-трасологической методики в отечественной археологии Архивная копия от 25 декабря 2018 на Wayback Machine
8. ↑  Добровольская М. В., Можайский А. Ю. Проблемы заселения Северо-Запада Восточной Европы в верхнем и финальном палеолите (культурно-исторические процессы) // Граветт Костёнок в контексте граветта Восточной Европы Архивная копия от 28 сентября 2015 на Wayback Machine
9. ↑  Зализняк Л. Л., Беленко Н. Н. Стоянка селетского круга на речке Высь в центральной Украине (исследования 2007 и 2008 гг.) Архивная копия от 19 сентября 2020 на Wayback Machine
10. ↑  Палеолит Костёнковско-Борщёвского района на Дону. 1879–1979 / Под ред. Н. Д. Праслова, А. Н. Рогачева. Л., 1982.
11. ↑  Нужный Д. Ю., Праслов Н. Д., Саблин М. В. Первый случай подтверждения успешной охоты на мамонта в Европе (Стоянка Костёнки 1, Россия) Архивная копия от 26 февраля 2017 на Wayback Machine // Свод археологических источников Кунсткамеры. Вып. 4: История археологического собрания МАЭ. Верхний палеолит. СПб., 2014
12. ↑  Синицын А. А., Степанова К. Н., Петрова Е. А. Новое прямое свидетельство охоты на мамонта из Костёнок Архивная копия от 23 марта 2019 на Wayback Machine // Первобытная археология. Журнал междисциплинарных исследований, № 1 (2019) 149–158
13. ↑  Петербургские археологи исследуют один из древнейших памятников Восточной Европы. Дата обращения: 5 мая 2018. Архивировано 5 мая 2018 года.
14. ↑  Синицын А. А. Ранний верхний палеолит Восточной Европы:украшения и вопросы эстетики Архивная копия от 26 июня 2018 на Wayback Machine // Верхний палеолит: образы, символы, знаки. Каталог предметов искусства малых форм и уникальных находок верхнего палеолита из археологического собрания МАЭ РАН / Отв. редактор Г. А. Хлопачев. СПб. 2016
15. ↑  Бессуднов А. А. Реконструкция палеогеографического фона развития орловской культуры Архивная копия от 18 декабря 2021 на Wayback Machine // Новые материалы и методы археологического исследовния: От критики источника к обобщению и интерпретации данных. Материалы V Международной конференции молодых учёных. М.: ИА РАН, 2019. С. 13—14
16. ↑  Древнейшие Украшения: Новая Находка — Иимк Ран. Дата обращения: 14 сентября 2022. Архивировано 14 сентября 2022 года.
17. ↑  Источник. Дата обращения: 3 января 2023. Архивировано 3 января 2023 года.
18. ↑  Лисицин С. Н. ГРАВЕТТ И ЭПИГРАВЕТТ В АРХЕОЛОГИЧЕСКОЙ ЛЕТОПИСИ КОСТЕНОК НА ТЕКУЩЕМ ЭТАПЕ ИССЛЕДОВАНИЙ // ДРЕВНЕЙШИЙ ПАЛЕОЛИТ КОСТЕНОК: ХРОНОЛОГИЯ, СТРАТИГРАФИЯ, КУЛЬТУРНОЕ РАЗНООБРАЗИЕ (К 140-ЛЕТИЮ АРХЕОЛОГИЧЕСКИХ ИССЛЕДОВАНИЙ В КОСТЕНКОВСКО-БОРЩЕВСКОМ РАЙОНЕ). Материалы межрегиональной научно-практической конференции. Ответственный редактор А. А. Бессуднов. 2019. С. 55-65.
19. ↑  Фото «костёнковских Венер» (государственный археологический музей-заповедник «Костёнки»). Дата обращения: 1 июля 2015. Архивировано из оригинала 12 июля 2012 года.
20. ↑  Женская статуэтка из Костёнок (23-21 тыс. лет назад). Дата обращения: 17 декабря 2008. Архивировано 16 мая 2009 года.
21. 1 2 3  Венера из Костенок: загадки палеолита — National Geographic Россия. Nat-geo.ru. Архивировано 23 декабря 2017. Дата обращения: 23 декабря 2017.
22. ↑  Стоянка Костёнки 1. Дата обращения: 8 августа 2021. Архивировано 8 августа 2021 года.
23. ↑  Желтова М. Н. Фаунистические коллекции костёнковских палеолитических стоянок как источник информации Архивная копия от 21 января 2022 на Wayback Machine, 2019
24. 1 2  Американский ученый нашел прародину европейцев под Воронежем. Российская газета. 28 сентября 2007. Архивировано 26 февраля 2017. Дата обращения: 23 декабря 2017.
25. ↑  Герасимова М. М., Астахов С. Н., Величко А. А. Палеолитический человек, его материальная культура и природная среда обитания. – СПб.: Нестор-История, 2007. – с. 117
26. 1 2  Герасимова М. М. Ещё раз о палеоантропологических находках в Костёнках // Этнографическое обозрение № 2, 2010 Архивная копия от 10 июля 2015 на Wayback Machine
27. ↑  Шаманство и погребение в палеолите. Антрополог Станислав Дробышевский об источниках духовной жизни древних людей, проблемах верификации и древних погребениях. Дата обращения: 26 апреля 2020. Архивировано 23 сентября 2020 года.
28. ↑  Костенки – "жемчужина" палеолита. studwood.ru. Дата обращения: 23 декабря 2017. Архивировано 28 июля 2021 года.
29. ↑  Люди верхнего палеолита. Дата обращения: 17 декабря 2008. Архивировано из оригинала 17 февраля 2009 года.
30. ↑  Молекулярная Генеалогия > Статьи > A Complete mtDNA Genome of an Early Modern Human from Kostenki, Russia. Дата обращения: 2 октября 2012. Архивировано из оригинала 1 февраля 2010 года.
31. 1 2  Fu Q. et al. The genetic history of Ice Age Europe
32. ↑  Genomic structure in Europeans dating back at least 36,200 years. Дата обращения: 9 ноября 2014. Архивировано 24 сентября 2015 года.
33. ↑  C-Z33130 YTree. Дата обращения: 13 апреля 2021. Архивировано 13 апреля 2021 года.
34. 1 2  Кузьмин Я. В., М. Будин, Васильев С. В. Реконструкция структуры питания обитателей стоянки Сунгирь (на основе состава стабильных изотопов углерода и азота в коллагене костей) Архивная копия от 7 августа 2021 на Wayback Machine // Записки Института истории материальной культуры РАН. СПб.: ИИМК РАН, 2021. № 24. С. 35—41. ISSN 2310-6557
35. ↑  Добровольская М. В. Эволюция питания Homo (основные направления исследований) Архивная копия от 7 августа 2021 на Wayback Machine // Вестник Московского университета. № 4, 2009. С. 57—63
36. ↑  Медникова М. Б, Добровольская М. В, Бужилова А. П., Хартанович В. И., Селезнева В. И., Моисеев В. Г., Потрахов Н. Н. Биоархеологические исследования фрагментарных палеоантропологических материалов из верхнепалеолитического жилища на стоянке Костёнки-8 Архивная копия от 16 августа 2021 на Wayback Machine // Краткие сообщения Института археологии. Выпуск 227. 2012. С. 103—112
37. ↑  Maria Mednikova. Concerning body manipulation practice during the Stone Age: trepanations and ritual amputations Архивная копия от 29 июня 2020 на Wayback Machine // European Society for the study of Human Evolution (ESHE) 9th Annual Meetingю Liège, Belgium, 19th-21st September, 2019
38. ↑  Первобытные нейрохирурги: с ритуалами и без анестезии. Дата обращения: 22 сентября 2019. Архивировано 22 сентября 2019 года.
39. ↑  Археологи обнаружили новые артефакты на стоянке Костёнки 17, 20 августа 2024
40. ↑  Антропологические остатки из второго жилого комплекса стоянки Костёнки 1(I), 2025
41. ↑  Костёнки
42. ↑  «Ядерная зима» палеолита Архивная копия от 4 мая 2008 на Wayback Machine, Наука и жизнь, 2002, № 2
43. ↑  О митохондриальной Еве и генетическом разнообразии современного человечества. Дата обращения: 28 сентября 2017. Архивировано 26 мая 2015 года.
44. ↑  Знание-Сила: Костёнки — снова открытия Архивная копия от 24 сентября 2020 на Wayback Machine, 08/2007
45. ↑  Аникович М. В. Пути становления верхнего палеолита Восточной Европы и Горного Алтая Архивная копия от 26 сентября 2015 на Wayback Machine, 2007
46. ↑  Galina M. Levkovskaya et al. Supra-regional correlations of the most ancient paleosols and Paleolithic layers of Kostenki-Borschevo region (Russian Plain) Архивная копия от 21 января 2022 на Wayback Machine // Quaternary International xxx (2014) 1—21
47. 1 2  Археологи нашли под Воронежем древнейшую цивилизацию Европы. Российская газета. 26 января 2007. Архивировано 24 декабря 2017. Дата обращения: 23 декабря 2017.
48. 1 2  Костёнки — «жемчужина русского палеолита». Русский след. Архивировано 23 декабря 2017. Дата обращения: 23 декабря 2017.